# 장성범
장성범(1995년 7월 18일 ~ )은 대한민국의 배우이다.

## 학력
- 서울교동초등학교 (졸업)
- 발곡중학교 (졸업)
- 창동고등학교 (졸업)
- 극동대학교 연극연기학과 (중퇴)

## 출연작

### 드라마
- 2013년 SBS 《별에서 온 그대》 - 드라마 조감독 역
- 2014년 SBS 《너희들은 포위됐다》 - 어남선 역
- 2014년 MBC 《미스터 백》 - 은명수 역
- 2014년 KBS2 《힐러》 - 이종수 역
- 2015년 KBS2 《KBS 드라마 스페셜 - 머리 심는 날》 - 박기호 역
- 2015년 KBS2 《프로듀사》 - 뮤직뱅크 조연출 역
- 2016년 tvN 《피리부는 사나이》 - 조재희 경사 역
- 2017년 tvN 《비밀의 숲》 - 박경완 역
- 2017년 KBS2 《흑기사》 - 어린 박철민 역
- 2018년 KBS2 《같이 살래요》 - 어린 박효섭 역
- 2018년 KBS2 《땐뽀걸즈》 - 한동희 역
- 2019년 OCN 《트랩》 - 박성범 역
- 2019년 SBS 《배가본드》 - 이필용 역
- 2020년 KBS2 《드라마 스페셜 - 원 나잇》 - 남기준 역
- 2021년 JTBC 《괴물》 - 이상엽 역 (특별출연)
- 2022년 tvN 《환혼》 - 강객주의 제자 / 강객주 역
- 2022년 ENA 《이상한 변호사 우영우》 - 젊은 시절의 우광호 역
- 2022년 Seezn 《신병》 - 김동우 역
- 2022년 Disney+ 《형사록》 - 안주용 역
- 2022년 ENA 《아무것도 하고 싶지 않아》 - 여름의 남자 친구 역 (특별출연)
- 2023년 Disney+ 《사랑이라 말해요》 - 심지구 역
- 2023년 ENA 《신병 시즌 2》 - 김동우 역
- 2024년 TVING 《좋거나 나쁜 동재》 - 박경완 역 (특별출연)
- 2025년 MBC 《언더커버 하이스쿨》 - 박태수 역
- 2025년 Heavenly 《2반 이희수》 - 강종구 역
- 2025년 ENA 《신병 시즌 3》 - 김동우 역

### 영화
- 2013년 《화이: 괴물을 삼킨 아이》 - 윤석태 아역
- 2015년 《슬로우 비디오》 - 박테리 역
- 2016년 《올레》 - 어린 수탁 역
- 2017년 《군함도》 - 오장우 역
- 2018년 《너의 결혼식》 - 최수표 역
- 2018년 《국가부도의 날》 - 박진 역
- 2019년 《썬키스 패밀리》 - 오철원 역
- 2021년 《Abroad》
- 2022년 《해야 할 일》
- 2024년 《그녀가 죽었다》 - 성열 역

### 연극
- 2018년 《달걀의 모든 얼굴》- 명비서 역

## 수상 및 후보
| 연도 | 시상식                        | 부문                     | 작품       | 결과 |
| ---- | ----------------------------- | ------------------------ | ---------- | ---- |
| 2023 | 제27회 부천국제판타스틱영화제 | 코리안 판타스틱 배우상   | Abroad     | 수상 |
| 2023 | 제28회 부산국제영화제         | 올해의 배우상            | 해야 할 일 | 수상 |
| 2025 | 제61회 백상예술대상           | 영화부문 남자 신인연기상 | 해야 할 일 | 후보 |